# Hjardemålfilmen
Hjardemålfilmen er en dansk eksperimentalfilm fra 1970. Filmen er lavet kollektivt af Hus-film, en gruppe af kunstnere, der havde skilt sig ud fra ABCinema, blandt andet Peter Louis-Jensen, Preben Nygaard Andersen, Bodil Marie Nielsen, Peter Sakse, Stig Brøgger og Claus Wanscher. I alt 15-16 mennesker bidrog til aktionen.

## Handling
Hus-filmgruppens aktion er en besættelse eller befrielse af Hjardemål Kirke, der ligger tæt på Thylejren. Filmen består af tre dele: 1) idylliske billeder fra Thy-lejren, 2) besættelse af kirken og politiets aktion, 3) en aktion på Rådhuspladsen.